# Geophilus promontorii
Geophilus promontorii är en mångfotingart som beskrevs av Karl Wilhelm Verhoeff 1928. Geophilus promontorii ingår i släktet Geophilus och familjen storjordkrypare.
Artens utbredningsområde är Frankrike. Inga underarter finns listade i Catalogue of Life.